# شموئيل كاتز
شموئيل كاتز هو صحفي الرأي وصحفي ومؤرخ وكاتب وسياسي إسرائيلي، ولد في 9 ديسمبر 1914 في جوهانسبرغ في جنوب أفريقيا، وتوفي في 9 مايو 2008 في تل أبيب في إسرائيل. نشط حزبياً في حيروت. وقد انتخب عضو الكنيست ‏ (14 فبراير 1949 – 20 أغسطس 1951).